# تورنفورية جبلية
تورنفورية جبلية (الاسم العلمي:Tournefortia montana) هي نوع من النباتات يتبع جنس التورنفورية من الفصيلة الحمحمية.